# Tatsushi Koyanagi
Tatsushi Koyanagi (小柳 達司 Koyanagi Tatsushi?, Chiba, 7 de febrero de 1990) es un futbolista japonés que juega como defensa en el Thespa Gunma.

## Trayectoria

### Clubes
| Club                         | País  | Año       |
| ---------------------------- | ----- | --------- |
| Thespakusatsu Gunma          | Japón | 2012-2015 |
| Zweigen Kanazawa             | Japón | 2016-2018 |
| Thespakusatsu Gunma (cedido) | Japón | 2018      |
| Ventforet Kofu               | Japón | 2019-2021 |
| Blaublitz Akita              | Japón | 2022-2024 |
| Thespa Gunma (cedido)        | Japón | 2024      |
| Thespa Gunma                 | Japón | 2025-     |